# المنطقة الزمنية الوسطى

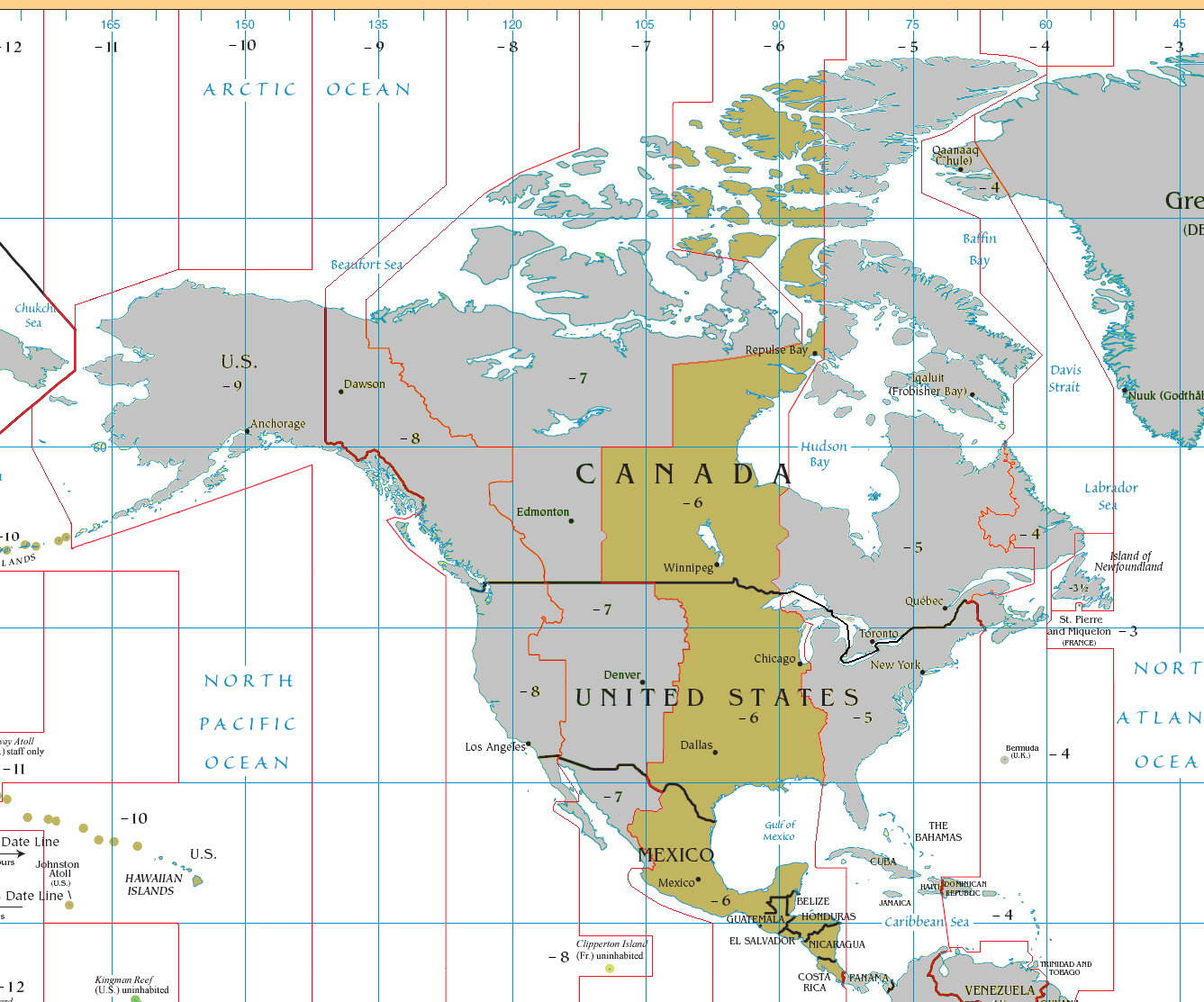
الأماكن التي تقع ضمن هذه المنطقة الزمنية

المنطقة الزمنية الوسطى (بالإنجليزية: Central Time Zone)‏ هي منطقة زمنية يقع ضمنها أجزاء من كندا والولايات المتحدة والمكسيك وأمريكا الوسطى وبعض جزر الكاريبي وجزء من المحيط الهادئ. الوقت في هذه المنطقة -6 GMT ويصبح الوقت خلال التوقيت الصيفي -5 GMT. يطلق عليها عدد من الأسماء الأخرى ويشار لها اختصاراً CST.

## وصلات خارجية
- World time zone map
- The official U.S. time for the Central Time Zone
- Cities in CST